# ワリ・サンガ
ワリ・サンガ（インドネシア語: Wali Sanga）は、15世紀から16世紀にかけ、イスラームを布教するのに重要な役割を果たしたとして現在でも崇敬されるイスラームの聖者のこと。ワリ・ソンゴ(Wali Songo）ともいう 。

## 名称の由来
ジャワ島で活躍したスーフィーの人々の中でも特に知られている人達である。ワリとはアラビア語で「信頼される」、「守護者」とか、「神の友」、「聖人」という意味であり、ソンゴとは、ジャワ語で「9」を意味している。後で述べるが、ジャワでイスラーム、特にスーフィズムを布教したのは9人とは限らない。しかし、9人をもって代表としている。 
この聖人たちは、しばしばジャワ語で「スナン(sunan)」という称号をもって呼ばれる。この語はおそらく「スフン(suhun)」に由来し、「尊敬さるべき」という意味である。 また、彼らのほとんどは生きている時「ラーデン(Raden)」と呼ばれていた。というのは、彼らは王族の一員であったからである。ワリ・ソンゴの一人であり、後で詳述するスナン・アンペル(Sunan Ampel、Wali Ampelとも)は、ドゥマク王国のスルタン・ラーデン・パタハの教師であり、義理の父であると言われている。それだけに彼らは、人々に信仰を説くだけでなく、支配社会層にも大きな影響を与えていた。ワリ・ソンゴの影響は現代でも大きく、彼らの墓は、ジャワの地方巡礼の場所として尊敬されており、ジャワ語で「プンデン」と呼ばれている。

## 九聖人
九聖人が具体的にだれを指すのかは、伝承により若干異なるが、『ババッド・タナハ・ジャーウィー』(Babad Tanah Jawi)に載せられている一般的なものをここに挙げる。
1. マウラナ・マリク・イブラヒム(Maulana Malik Ibrahim ?-1419)
ワリ・ソンゴの1番目に挙げられるのが、9人のうち最も早い時期にジャワに来たマウラナ・マリク・イブラヒムである。ペルシアの出身で、1404年にジャワに来た。ジャワに来る以前にチャンパ王国に13年間滞在し、そこの王女と結婚しアフマドとアリーの2人の息子を儲けたとされる。アフマドは後述するスナン・アンペルである。アリーはサイード・アリ・ムルタダ(Sayid Ali Murtadha)の名で知られる。マリク・イブラヒムは、ジャワに来てからは雑貨店を営むかたわら、病人の世話をし、プサントレンというイスラーム学校を創立した。この学校はジャワで最初のイスラーム学校である。彼はまた、農民に新しい技術を教えている。1419年に死去し、墓はグレシックにある。それ故、スナン・グレシック(Sunan Gresik)とも呼ばれている。ここで注目すべき点は、今までのヒンドゥー、仏教が社会の上層部のみに広まっていたのに対し、マリク・イブラヒムは、一般の人々の間に入り、学校を開き、病を癒すという社会活動を行っていることである。1つの伝承には、ヒンドゥーからアウトカーストとされた人も受け入れたとある。
2. スナン・アンペル（英語版）(Sunan Ampel 1401-1481)
2番目に挙げられているスナン・アンペルは、1401年にチャンパで生まれ、1481年にドゥマク王国で死んでいる。彼は、ワリ・ソンゴの中心と目されている。というのも、1番目のマリク・イブラヒムの息子であり、4番目のスナン・ボナンと5番目のスナン・ドゥラジャットの父であり、さらに3番目のスナン・ギリの従兄弟であり義理の父に当たるからである。その上、6番目のスナン・クドゥスの祖父に当たる。つまり、九聖人のうち6人が血縁関係にあるのである。彼はまた、ドゥマク王国のスルタン・ラーデン・パタハ（インドネシア語版）(Raden Patah)の教師でもあった。
3. スナン・ギリ（英語版）(Sunan Giri 1442-)
4. スナン・ボナン（英語版）(Sunan Bonang 1465-1525)
5. スナン・ドゥラジャット（英語版）(Sunan Drajat 1470-?)
4番目のスナン・ボナンと5番目のスナン・ドゥラジャトは2番目のスナン・アンペルの子であるが、彼らはジャワのオーケストラであるガムランに合う歌を作っている。この歌にはイスラームの教えが歌い込まれている。
6. スナン・クドゥス（英語版）(Sunan Kudus ?-1550)
6番目のスナン・クドゥスは、人形劇（ワヤン）のワヤン・ゴレッ(Wayang Golek)の創始者であると考えられている。
7. スナン・カリジャガ（英語版）(Sunan Kalijaga 1460-?)
7番目のスナン・カリジャガは、生粋のジャワ人であり、4番目のスナン・ボナンの弟子になる。彼の父はマジャパヒト王国の高官とされ、2つのモスク（チレボン・モスク、ドゥマク・モスク）を建設したといわれる。彼の信仰と教えは、より神秘主義的であったとされる。それ故か、ワヤン・クリとガムランを使ってイスラームの精神を教えている。
8. スナン・ムリア（英語版）(Sunan Muria)
9. スナン・グヌンジャーティー（英語版）(Sunan Gunung Jati 1448-1580)

このように九聖人は、イスラームを教えながら社会活動をし、さらにジャワの伝統音楽や芸能を布教に活用していた。
10番目以降の聖人達は、『ババッド・タナハ・ジャーウィー』に九聖人と数えられている人達である。
これ以外に、以下の者も九聖人と見做されることがある。
- スナン・ンガンペル・デンタ(Sunan Ngampel-Denta)
- スナン・シティジュナル(Sunan Sitijenar)
- スナン・ワリラナン(Sunan Walilanang)
- スナン・バヤット(Sunan Bayat)
- スナン・ングドゥン(Sunan Ngudung)